# Life Artist
Life Artist ist eine Progressive-Metal-Band, die 1989 in Soest gegründet wurde.

## Geschichte
Nachdem Marco Witte 1988 einen schweren Autounfall erlitten hatte, versprach ihm der befreundete Gitarrist Frank Jauernick, mit ihm nach seiner Genesung ein gemeinsames Musikprojekt zu starten. Anfang 1989 trafen sich die beiden Musikern erstmals und komponierten gemeinsam erste Songs, die stilistisch im Bereich Thrash beheimatet sind. Nach kurzer Zeit entschloss man sich, eine feste Band zu gründen. Im Sommer 1989 fanden die beiden Musiker in dem Gitarristen Dirk Godau, dem Bassisten Ingo Holzhauer und dem Schlagzeuger Roger Ihmann passende Musiker. Kurze Zeit später einigte man sich auf den Bandnamen „Life Artist“ und begann Songs zu schreiben, die sich in der Folge mehr und mehr in die Stilrichtung Progressive Metal entwickelten. Im Sommer 1990 konnte die Band Michael Lohrmann, der zu der Zeit gemeinsam mit Sänger Marco an dem Musikmagazin Visions arbeitete, als Manager gewinnen. Einige Wochen später erfolgte der erste Auftritt von Life Artist in dem Werler Musikclub Cult im Rahmen des „Financial Suicide“-Festivals im Vorprogramm von Siren, Accu§er und Secrecy. Kurz darauf erfolgte ein weiterer Auftritt an gleicher Stelle mit den Bands Pyracanda und Secrecy.
Im Frühjahr 1991 stellte Lohrmann den Kontakt zu Ralph Hubert von Mekong Delta her, der kurz darauf das erste Demo „Faith“ produzierte. Nur wenige Wochen später ergab sich die Möglichkeit, im Juli 1991 im Vorprogramm von Psychotic Waltz und Deathrow auf ihre erste Deutschland-Tour zu gehen. Im August 1991 erfolgte eine weitere kleine Tour im Vorprogramm von Gypsy Kyss, in deren Rahmen die Band am 24. August 1991 auf dem 2. Wacken Open Air auftrat. Im Zuge der Tour erhielt die Band einen Plattenvertrag bei dem Label Dream Circle Records.
Nach einem Auftritt in der Stadthalle Soest mit Gypsy Kyss, Megace und Battlefield stieg Sänger Marco Ende 1991 überraschend kurz vor der Produktion des ersten Albums „A Diary Of Inner Visions“ aufgrund musikalischer Differenzen und persönlicher Probleme aus der Band aus. Schließlich fand die Band in Dirk Eckhard, Bassist und Sänger der befreundeten Progmetalband RHÛN aus Dortmund, einen Nachfolger für Marco. Von April bis Mai 1992 ward das Album „A Diary of Inner Visions“, welches erneut im Phoenix Studio Herne von Ralph Hubert produziert wurde, fertiggestellt. Die Resonanzen der Presse waren überwiegend positiv, die Verkaufszahlen im Gegensatz zu dem sehr erfolgreichen Demo hingegen relativ gering. Im Herbst 1992 folgte eine weitere Tour mit Psychotic Waltz und Sieges Even.
Anfang 1993 fungierten die Gitarristen Frank und Dirk sowie Bassist Ingo Holzhauer zusammen mit Mekong Delta-Drummer Peter Haas als Session-Musiker auf dem Solo-Album „The Strange Mind of Buddy Lackey“ des Psychotic Waltz-Frontmanns Buddy Lackey, mit dem sie im August 1993 auf dem 4. Wacken Open Air auftreten. 1993 ging die Band zudem mit Mekong Delta auf Tour durch Deutschland und Österreich. Im Juni 1993 beschlossen die Bandmitglieder schließlich, zukünftig als eine Instrumental-Band zu agieren und sich musikalisch in Richtung Fusion zu bewegen. Unmittelbar darauf verlor die Band ihren Plattenvertrag bei Dream Circle Records, zudem zieht sich Michael Lohrmann als Manager der Band zurück. Im Januar 1994 veröffentlichten Life Artist ihr selbst produziertes zweites Demo „Land(e)scapes Within a Building“, von dem allerdings weder die Fachpresse noch die Fans große Notiz nahmen. Nach einem letzten Auftritt mit der Progressive-Metal-Band Annon Vin lösten sich Life Artist schließlich im Zuge beruflicher Veränderungen und persönlicher Differenzen im Sommer 1994 auf.
Im Sommer 2012 beschlossen die weiterhin befreundeten Marco Witte und Ingo Holzhauer, inspiriert durch die Reunion von Psychotic Waltz, Life Artist als ein Studioprojekt fortzuführen. In der Folge begann Sänger Marco Witte mit dem Schreiben neuer Songs. 2014 stieß Schlagzeuger Andres Tegeler von Poverty’s No Crime hinzu, kurz darauf folgten der ehemalige Sänger Dirk Eckhard (nun als Bassist) und der ehemalige Gitarrist Frank Jauernick. Im November 2016 veröffentlichte die Band mit „Antisocial Networks“ ihren ersten neuen Song auf Youtube, der ebenso auf dem Sampler "Metalliance 2" des Magazins Powermetal.de veröffentlicht wurde.
Die Band hat nach mehrjähriger Produktionsdauer mit "Lifelines" am 27. August 2021 ein neues Album veröffentlicht, das auf dem Label Ragnarök Records erschienen ist.

## Diskografie
- Faith (Demo, 1991)
- A Diary Of Inner Visions (Dream Circle Records, 1992)
- Land(e)scapes Within a Building (Demo, 1994)
- Lifelines (Ragnarök Records, 2021)

### Sampler
- Peace Eater Vol. II (Rave Music, 1992)
- Peace Eater Vol. V (Rave Music, 1995)
- Metalliance Vol. 2 (Hands Of Blue, 2017)

### Tonträger anderer Künstler
- Buddy Lackey: The Strange Mind Of Buddy Lackey (Dream Circle Records, 1993)